# Reinhold Niebuhr
Karl Paul Reinhold Niebuhr (1892–1971) fou un teòleg reformista, filòsof moral, comentarista de temes polítics i afers públics, i professor al Union Theological Seminary de Nova York durant més de 30 anys. Niebuhr fou un dels més destacats intel·lectuals nord-americans amb posicionaments públics durant diverses dècades del segle XX i va rebre la Medalla Presidencial de Llibertat el 1964. Va escriure i va parlar freqüentment sobre la intersecció de religió, política, i política pública en la majoria dels seus llibres més influents incloent-hi Moral Man and Immoral Society i The Nature and Destiny of Man. Aquest darrer és considerat com ell número 18 dels 100 llibres de no ficció més influents del segle XX per la Modern Library. Andrew Bacevich va qualificar el llibre de Niebuhr The Irony of American History com "el llibre més important mai escrit sobre la política exterior dels EUA." L'historiador Arthur Schlesinger Jr. va descriure Niebuhr com "el teòleg americà més influent del segle XX", i la revista Time el va definir pòstumament com "el teòleg protestant més gran d'Amèrica des de Jonathan Edwards."
Va començar com a ministre de l'església protestant amb un fort compromís amb la classe treballadora a la dècada de 1920, compartint amb molts altres ministres un fort compromís amb els posicionaments del pacifisme i el socialisme. El seu pensament va evolucionar durant la dècada de 1930 vers un realisme teològic de caràcter neo-orthodox mentre va desenvolupar la perspectiva filosòfica coneguda com "realisme cristià". A The Children of Light and the Children of Darkness (1944) va atacar l'utopisme per la seva incapacitat per tractar la realitat: "La capacitat de justícia de l'home fa possible la democràcia; però la inclinació de l'home a la injustícia fa necessària la democràcia".
El realisme de Niebuhr es va consolidar després de 1945 i va donar suport als esforços de la política nord-americana per afrontar el comunisme soviètic arreu del món. Va ser un dels pensadors més influents dedicat als afers públics dels anys 40 i 50 del segle xx. Niebuhr es va enfrontar amb els posicionaments religiosos de tipus liberal tot criticant la seva posició un pèl naif amb relació a les contradiccions entre la naturalesa humana i l'optimisme de l'Evangeli social. També es va enfrontar amb el conservadorisme religiós a qui va criticar una lectura ingènua de les escriptures i la seva irada curta sobre el que era la "vertadera religió". Durant aquest temps va ser vist per molts com el rival intel·lectual de John Dewey.
Les contribucions de Niebuhr a la filosofia política inclouen utilitzar els recursos de la teologia per argumentar a favor del realisme polític. La seva feina ha influït també significativament la teoria sobre relacions internacional influint, molts acadèmics a allunyar-se de l'idealisme i a abraçar el realisme. Un gran nombre d'estudiosos, incloent-hi científics polítics, historiadors polítics, i teòlegs, ha estat influenciats pel seu pensament. A banda d'acadèmics, activistes com Myles Horton i Martin Luther King Jr., nombrosos polítics, entre els que cal citar Hillary Clinton, Hubert Humphrey, Dean Acheson, James Comey, Madeleine Albright, i John McCain, així com els presidents Jimmy Carter i Barack Obama, han destacat la influència de Niebuhr en el seu pensament. En els anys recents l'interès per Niebuhr s'ha renovat en part gràcies a l'admiració que li va manifestar el president Obama. L'any 2017, la cadena de televisió pública PBS (Public Broadcasting Service) va fer públic un documental sobre Niebuhr titulat An American Conscience: The Reinhold Niebuhr Story.
A més dels seus comentaris polítics, Niebuhr és també conegut per haver escrit la Pregaria de la Serenitat, una oració molt difosa que va ser popularitzada per Alcohòlics Anònims. Niebuhr fou també un dels fundadors de les associacions Americans for Democratic Action i International Rescue Committee. També va passa per l'Institute for Advanced Study a Princeton i va exercir com a professor visitant a Harvard i Princeton.